# Grewe & Schulte-Derne

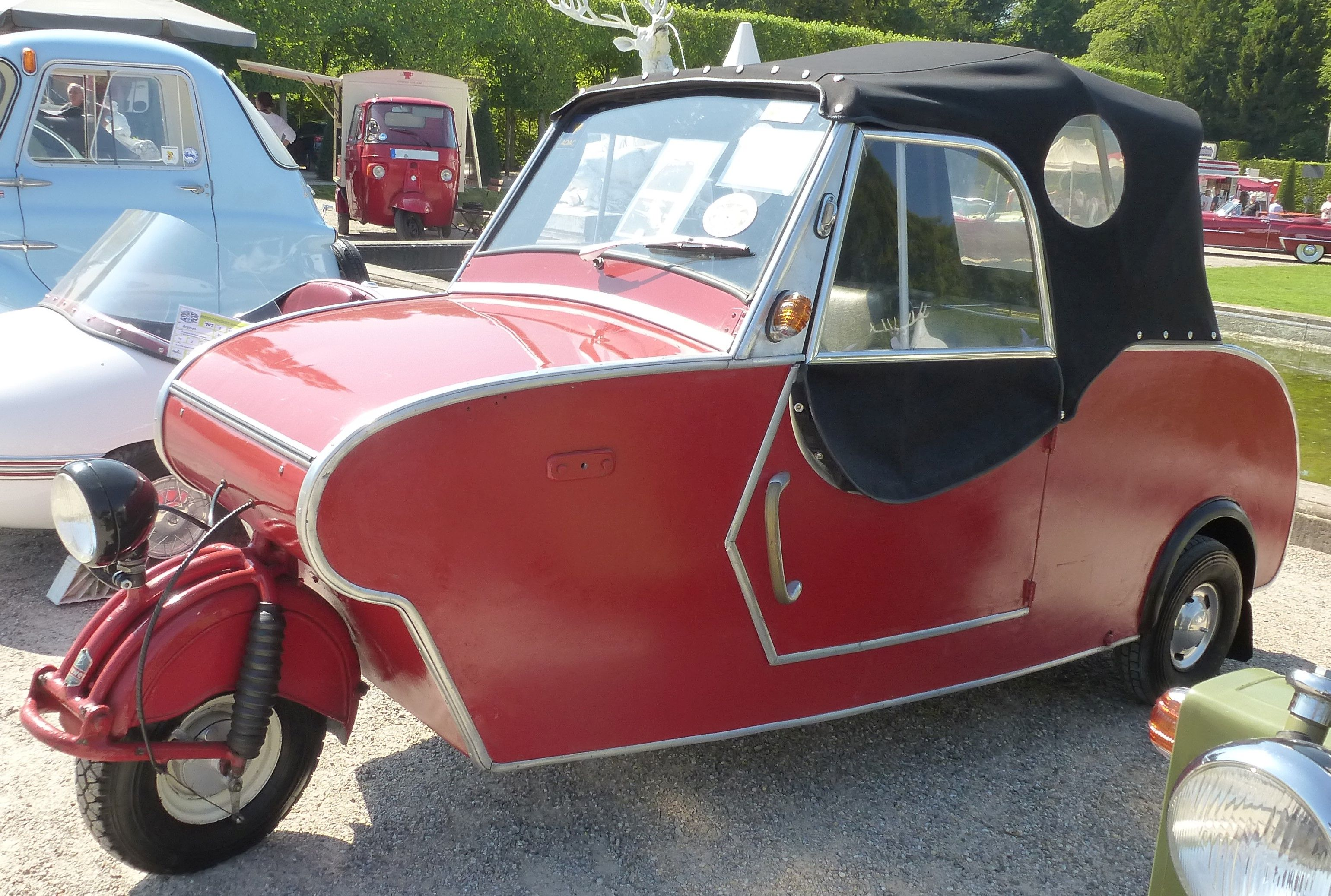
Grewe & Schulte-Derne S 54 von 1954

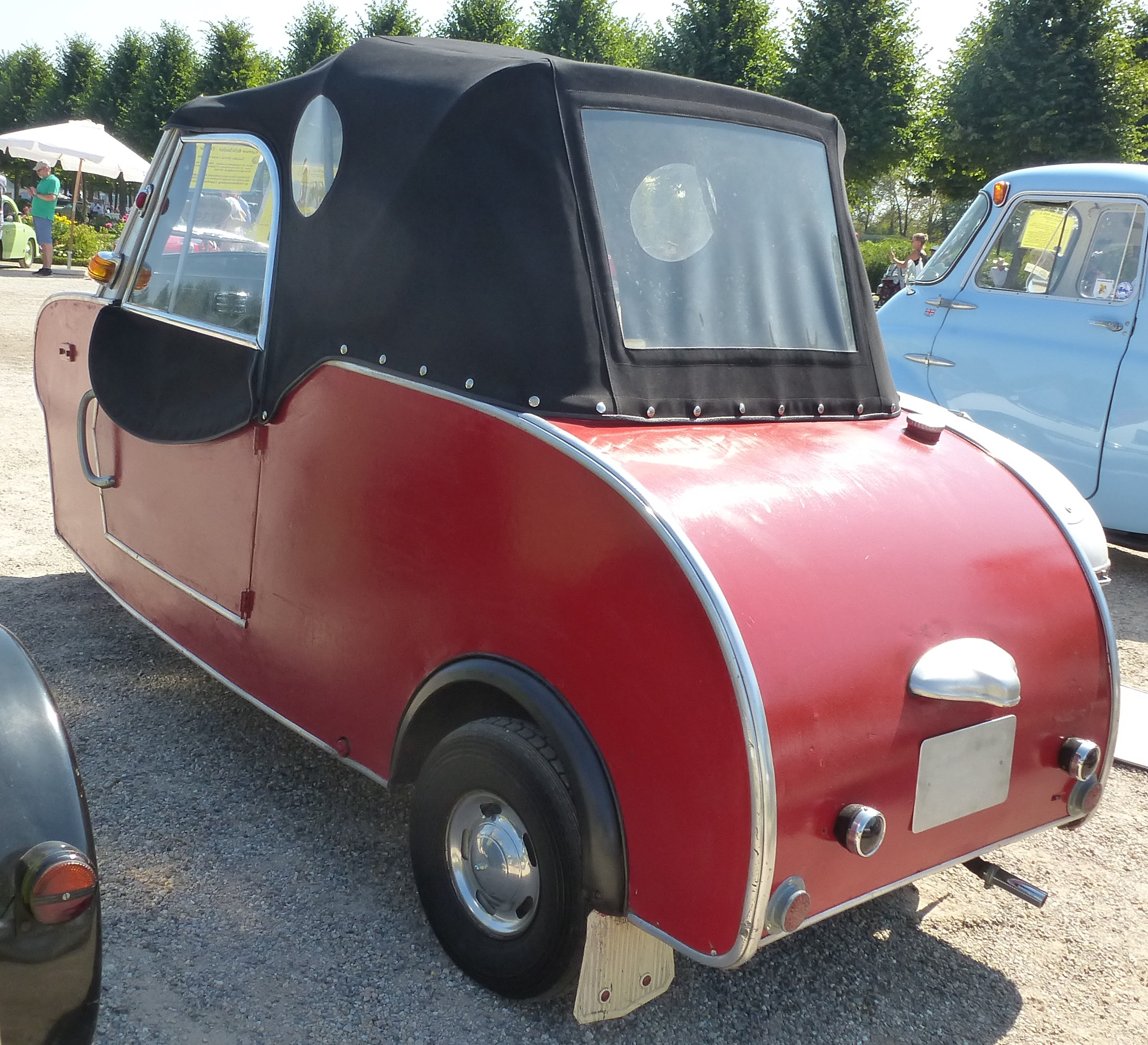
Heckansicht

Grewe & Schulte-Derne war ein deutscher Hersteller von Automobilen. Der Firmensitz befand sich in Lünen, NRW.

## Unternehmensgeschichte
Die Krankenfahrzeugfabrik begann nach dem Zweiten Weltkrieg mit der Produktion von Automobilen.

## Fahrzeuge
Die Fahrzeuge waren speziell auf die Bedürfnisse von Körperversehrten abgestimmt. Zum Einsatz kamen unter anderem Motoren mit 50 cm³ und 98 cm³ Hubraum. Außerdem entstand 1954 oder von 1954 bis 1956 ein Personenkraftwagen. Dies war der Kleinstwagen S 54, dessen Ilo-Einzylindermotor aus 197 cm³ Hubraum 9,5 PS leistete. Es war ein Dreirad, bei dem sich das einzelne Rad vorne befand. Genannt ist eine Kleinserie von 20 Fahrzeugen. 
In den letzten Jahren ihres Bestehens verlegte die Firma sich auf die Herstellung von Krankenfahrstühlen nebst Zubehör.

## Erhaltene Fahrzeuge
Drei Fahrzeuge dieser Marke, darunter ein S 54, sind in der Vehikelsammlung Eppelheim in Eppelheim zu besichtigen.